# Red kneza Trpimira s ogrlicom i Danicom
Red kneza Trpimira s ogrlicom i Danicom je odlikovanje Republike Hrvatske koje zauzima šesto mjesto u važnosnome slijedu hrvatskih odlikovanja. Red je ustanovljen 10. ožujka 1995. godine. 
Red kneza Trpimira s ogrlicom i Danicom dodjeljuje se hrvatskim i stranim ministrima i drugim visokim dužnosnicima za izniman doprinos neovisnosti, cjelovitosti i međunarodnom ugledu Republike Hrvatske, za izgradnju Hrvatske i razvitak odnosa Hrvatske i drugih zemalja

## Nositelji/ce Reda
Redom kneza Trpimira s ogrlicom i Danicom, između ostalih, odlikovani su:
- msgr. Giovanni Lajolo[1]
- msgr. Giulio Einaudi[2]
- Bogić Bogićević[2]
- Wesley Clark[2]
- Peter Galbraith[2]
- msgr. Ćiril Kos[3]
- Hans-Dietrich Genscher[4]
- Anton Tus[5]
- Ivan Lacković-Croata[5]
- Sveto Letica[5]
- Vinko Nikolić[5]
- Slobodan Novak[5]
- Doris Pack[5]
- Ivan Rabuzin[5]
- Ivo Sanader[5]
- Dragutin Tadijanović[5]
- Petar Kriste[6]
- Josip Boljkovac[6]
- Zlatko Dalić
- Davor Šuker